# Arena (Star Trek: The Original Series)
"Arena" é o décimo oitavo episódio da primeira temporada da série de ficção científica Star Trek, que foi ao ar em 19 de janeiro de 1967 pela NBC. Foi escrito pelo produtor da série Gene L. Coon, baseado em um conto escrito por Fredric Brown, e dirigido por Joseph Pevney.
No enredo, o capitão Kirk é forçado por entidades poderosas a batalhar contra o capitão de uma nave inimiga para definir o destino das duas naves. A vencedora poderá partir, a perdedora será destruída.

## Enredo
Na data estelar 3045.6, a nave estelar USS Enterprise chega no posto de Cestus III, onde Kirk é convidado para um jantar com o Comodoro Travers, um homem conhecido por sua hospitalidade e amizade. Ao se transportarem para a superfície, o grupo de desembarque encontra o posto quase que todo obliterado. Um único sobrevivente é encontrado, dizendo que o posto foi atacado por um inimido desconhecido. De repente, o grupo de desembarque é atacado, com dois membros sendo mortos.
Simultaneamente, em órbita, a Enterprise é atacada por uma nave estelar de origem desconhecida. A Enterprise ergue seus escudos, impedindo que o grupo de desembarque seja transportado de volta. Kirk consegue localizar o arsenal do posto, usando suas armas para atacar os alienígenas.
Os alienígenas interrompem o ataque, dando tempo para a Enterprise transportar o grupo de desembarque. Eles então seguem a anve inimiga até uma região desconhecida do espaço. Antes da Enterprise destruir a outra nave, ambas são escaneadas e incapacitadas.
As duas naves são contatadas por seres que se identificam como Metrons, seres onipotentes que zelosamente se protegem contra qualquer tipo de intrusão. Os Metrons forçam Kirk a entrar em um "julgamento por combate" sozinho contra o capitão da nave alienígena (identificado como o reptiliano Gorn). O propósito da luta é resolver a disputa, o perdedor da luta e sua nave serão destruídos, enquanto o vencedor e sua nave poderão ir embora sem quaisquer danos.
Antes de poderem responder, Kirk e o capitão Gorn são simultaneamente transportados para um planeta deserto desconhecido por perto, sem qualquer comunicação com suas respectivas naves e sem qualquer arma. Entretanto, os Metrons dizem que a superfície do planeta possui matérias-primas suficientes para a construção de uma arma. Kirk e o Gorn recebem apenas aparelhos gravadores, com a intenção de providenciar um comentário da luta. Kirk começa a contar sobre sua situação, sem saber que o aparelho está enviando seu aúdio traduzido para o Gorn, que descobre onde ele está e o que está fazendo. Suas tripulações podem apenas assitir todos os eventos.
O Gorn segue Kirk, porém seus silvos alertam o humano que seu oponente está se aproximando. Kirk arma uma emboscada e joga uma enorme pedra na direção do Gorn. Para sua surpresa, todavia, o alienígena não se machuca. Kirk observa que apesar do Gorn ser fisicamente forte, ele se move de forma bem devagar. Kirk tenta tirar proveito disso, porém fica preso em uma corda colocada pelo Gorn. Ele consegue escapar, porém machuca sua perna no processo.
O Gorn finalmente se comunica com Kirk e se oferece para acabar com seu sofrimento. Kirk o acusa de ser um matador, porém o alienígena se defende dizendo que eles apenas atacaram o posto de Cestus III porque ele foi construído em território Gorn. Eles veem a presença da Federação nesta parte do espaço como uma intrusão e o prelúdio de uma invasão completa.
Kirk logo descobre que há vários matériais naturais no chão que poderiam ser usados para a construção de uma arma. Ele encontra os elementos necessários para fazer pólvora. Ele então encontra uma planta parecida com bambu e a corta para poder fazer um cano de tiro. Ele também encontra cacos de cristais parecidos com diamante para serem usados como projéteis.
Kirk espera pelo Gorn e quando ele aparece, aponta sua arma e atira, fazendo com que o alienígena caia no chão, derrotado. Kirk decide deixar seu oponente viver. O Gorn desaparece e um Metron aparece para "parabenizar" Kirk, não apenas por sua vitória, mas por mostrar o traço avançado de misericórdia para com seu inimigo. Quando Kirk recusa a oferta de ter a nave Gorn destruída, o impressionado Metron diz, "Vocês ainda são meio selvagens, porém há esperança".
Pedindo para os humanos visitarem os Metrons em algumas centenas de anos, a entidade retorna o capitão, com seus ferimentos curados, de volta para a Enterprise, que foi devolvida a sua posição perto de Cestus III.

## Produção

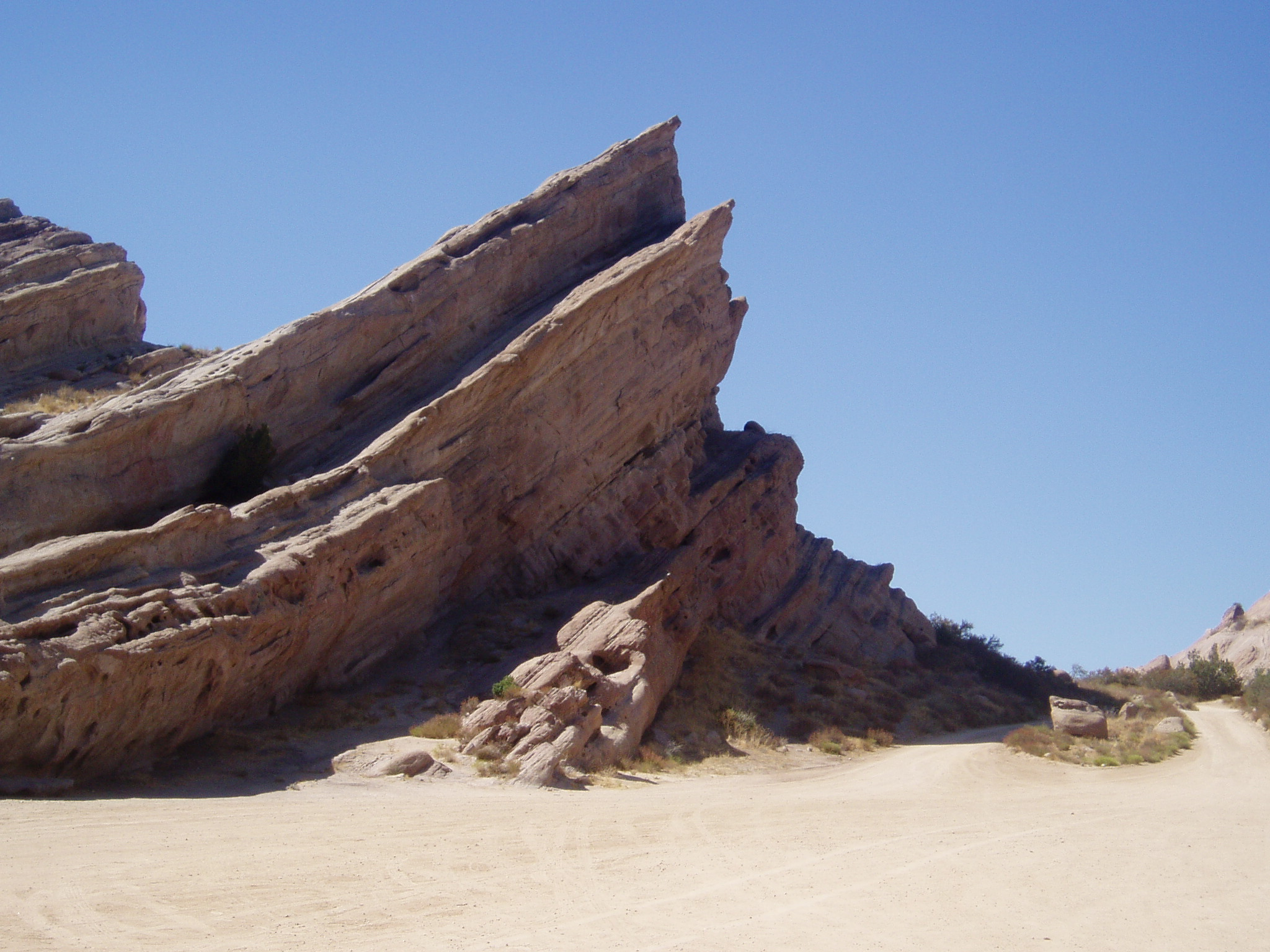
Vasquez Rocks.

De acordo com Herbert F. Solow e Robert H. Justman no livro Inside Star Trek: The Real Story, a relação com a história de Fredric Brown pode ter sido uma inspiração inconsciente. Depois do produtor Gene L. Coon ter escrito o que ele achava ser um roteiro original, o departamento de pesquisa da Desilu Productions notou as similaridades entre seu roteiro e o conto. Portanto foi decidido que o escritório da Desilu iria ligar para Brown e oferecer um preço justo pela história, antes dela ser filmada e transmitida. Brown concordou sem saber que um roteiro já havia sido escrito.
O episódio foi filmado nos estúdios da Desilu e em locação nas Vasquez Rocks, que subsequentemente foi usada como locação para outros episódios da série e filmes.
Os grunhidos do capitão Gorn foram feitos pelo ator Ted Cassidy, que também havia aparecido em pessoa no episódio "What Are Little Girls Made Of?", também tendo dublado o personagem Balok em "The Corbomite Maneuver". O Gorn foi interpretado por Bobby Clark.

## Remasterização
O episódio foi remasterizado em 2006 e foi ao ar em 21 de outubro de 2006, como parte da remasterização de 40 anos da série original. Foi precedido na semana anterior por "I, Mudd", e sucedido uma semana depois por "Catspaw". Além da remasterização de áudio e vídeo, e das animações computadorizadas da Enterprise que são padrão em todas as revisões, mudanças específicas para este episódio incluem:
- Cestus III recebeu melhoras via computação gráfica para parecer mais fotorealista. A tomada da superfície da base destruída recebeu um fundo de montanhas ao invés de um penhasco.
- A explosão criada pela granada de Kirk foi melhorada.
- A nave Gorn agora pode ser vista, apesar de muito pequena na tela.
- Os olhos do capitão Gorn foram animados para piscar.
- A roupa do Metron tem agora um efeito brilhante.

## Canhão Gorn
O programa de televisão MythBusters testou o canhão criado pela capitão Kirk, e chegou à conclusão de que ele não funcionaria fora da ficção. Segundo o site Startrek.com a experiência foi refeita com dados arqueológicos e a viabilidade do canhão foi confirmada.

## Recepção
Zack Handlen da The A.V. Club deu a "Arena" uma nota "A-", notando sua influência e o bom uso do tema de Star Trek, a "incerteza da exploração". Em 2009, a IGN fez sua lista dos dez melhores episódios de Star Trek, colocando "Arena" na décima posição.